# ヴイエ (ヴィエンヌ県)
ヴイエ （Vouillé）は、フランス、ヌーヴェル＝アキテーヌ地域圏、ヴィエンヌ県のコミューン。

## 地理
ポワティエの西約15kmに位置する。ポワティエからパルトネーへ向かう道の南側にあり、かつてはオクサンス川の谷に隠れていたヴイエ＝ラ＝バタイユの村落は今や、都市化が四方に広がっている。
町を約8kmにわたってオクサンス川が横切る。

## 由来
コミューンの名は2つの語源からなる。『2つの溝』を意味するガリア語のvo-cladum、ガロ＝ローマ語の人名Vitellius（同じ名前のローマ皇帝もいる）である。しばしばヴイエ＝ラ＝バタイユ（Vouillé-la-Bataille）と呼ばれるのは、507年にフランク王国のクローヴィス1世が西ゴート族のアラリック2世に勝利したヴイエの戦いにちなんでのことである。

## 歴史
5世紀初め、西ゴート族はトゥールーズからボルドーへ、そしてボルドーからポワティエへと勢力を拡大し、アキテーヌを支配した。470年、西ゴート王国として独立した。西ゴート王アラリック2世はポワティエを暫定首都とした。宗教上のいさかいの後、フランク王クロヴィスは、アラリック2世が後ろ盾となっている異端アリウス派に対する十字軍を引き受けた。2人の王は3度対峙した。494年、498年、507年である。507年のヴイエの戦いで、クロヴィスは西ゴート王国に対して決定的な勝利を収めた。
1848年のフランス革命で共和政が復活すると、自由の木が植えられた。このポプラの木は1962年に嵐で引き裂かれるまで残っていた。フランス第三共和政時代には、さらに2本の自由の木が植えられた。革命100周年記念に植樹されたポプラ、フランス第一共和政100周年を記念して植えられたニレである。

## 人口統計
2015年時点のコミューンの人口は3660人で、2010年時点の人口と比較して2.21%増であった。
| 1962年 | 1968年 | 1975年 | 1982年 | 1990年 | 1999年 | 2005年 | 2015年 |
| ------ | ------ | ------ | ------ | ------ | ------ | ------ | ------ |
| 1414   | 1456   | 1788   | 2380   | 2574   | 2774   | 3152   | 3660   |

参照元:1962年から1999年までは複数コミューンに住所登録をする者の重複分を除いたもの。それ以降は当該コミューンの人口統計によるもの。1999年までEHESS/Cassini、2006年以降INSEE。